# Peter Warburton
Peter Egerton Warburton (Norwich (Cheshire, Anglia), 1813. augusztus 15. – Adelaide, 1889. november 5.) angol utazó, felfedező. 

## Élete
Az angol tengerészetbe lépett, 1853-ban azonban már mint őrnagy búcsút vett attól és Dél-Ausztráliába ment. 1854-től 1867-ig rendőrfőnök volt Adelaide-ban és 1869-ben parancsnokló ezredese lett a polgári hadseregnek a dél-ausztráliai kolóniában. 1857-ben átkutatta a Spencergolf nyugati részén levő országokat, 1858-ban a Gairdner- és Torrens-tavat, 1860-ban a Streaky-öblöt és 1864-66-ban az Eyre-tavat. Leghíresebb utazását 1873-ban kezdte meg, elérte Alice Springs távíró-állomást Alexandra-Landban, innen 1873. április 15-én 17 tevével északnyugatnak vette útját és később nyugatra tért. Végtelen pusztákon át sok fáradalmak közt 1874. január 11-én teljesen kimerülve a De Grey torkolatához érkezett Ausztrália északnyugati partján. Ez az utazás, mint első Közép-Nyugat-Ausztrálián át, bebizonyította, hogy az általa bejárt vidék a kultúrára alkalmatlan. Warburton később visszavonulva élt beaumonti villájában, Burnside disztriktben, nem messze Adelaide-től.

## Művei
- Major Warburton's diary (Adelaide, 1866)
- Journeys across the western interior of Australia (London, 1875)